# Nistrilspin
De nistrilspin (Pholcus opilionoides) is een spinnensoort uit de familie trilspinnen (Pholcidae). Deze spin komt voor in het Holarctisch gebied, inclusief België, maar niet in Nederland.
De soort lijkt sterk op de grote trilspin, maar is iets kleiner. Ze kunnen 3 tot 5,5 mm groot worden (zonder de poten).

## Synoniemen
- Aranea opilionoides - Schrank, 1781
- Pholcus osellai - Brignoli, 1971[3]